# Roccella decipiens
Roccella decipiens är en lavart som beskrevs av Darb. Roccella decipiens ingår i släktet Roccella och familjen Roccellaceae.   Inga underarter finns listade i Catalogue of Life.